# Eurocup Women
Der EuroCup Women (offiziell: FIBA EuroCup Women) ist die englische Bezeichnung für den zweiten europäischen Vereinswettbewerb im Damen-Basketball, der wie die EuroLeague Women vom international anerkannten Kontinentalverband FIBA Europa ausgerichtet wird. Dieser Europapokalwettbewerb wurde offiziell 2002 eingerichtet und löste damit als unmittelbarer Nachfolger den Ronchetti Cup ab.
Während in der EuroLeague Women die nationalen Meisterinnen und weitere Vereinsteams aus den spielstärksten Nationen des FIBA Europa Verbandes teilnehmen, gehen im EuroCup Women neben den Meisterinnen aus Nationen mittlerer Spielstärke auch weitere Teams aus den spielstärksten Nationen an den Start.

## Modus
Der aktuelle Modus des EuroCup Women zur Saison 2024/25 gliedert sich in eine Gruppenphase (Regular Season) und eine anschließende Playoff-Runde. Die Gruppenphase besteht aus 12 Gruppen zu je vier Teams und wird als Rundenturnier mit Hin- und Rückspiel innerhalb der jeweiligen Gruppe ausgetragen.
Die erst- und zweitplatzierten Teams jeder Gruppe sowie die vier  besten drittplatzierten Teams ziehen mit den vier viertplatzierten Teams aus der Gruppenphase der EuroLeague Women in die Playoff-Runde ein.
Die Playoff-Runde beginnt für die 32 qualifizierten Teams mit einem Sechzehntelfinale. Ab dort werden im K.-o.-System über ein kumuliertes Ergebnis von Hin- und Rückspiel die Teilnehmerinnen der folgenden Playoff-Runden bis zum Finale ermittelt.
Die Gewinnerinnen des EuroCup Women Wettbewerbs qualifizieren sich für den seit 2009 ausgetragenen SuperCup Women.

## Geschichte
Im ersten Jahrzehnt des EuroCup Women stellten die russischen Teams klar die erfolgreichste Nation. Bei der zweiten Austragung  gewann erneut Spartak St. Petersburg, die ihren vier Titelgewinnen im Ronchetti Cup nun auch einen im Nachfolgewettbewerb folgen ließen. Zwei Jahre später gewann mit Spartak Moskau ein weiteres Team, das den Ronchetti Cup bereits dreimal gewonnen hatte. Danach wurde ŽBK Dynamo Moskau mit drei Titelgewinnen innerhalb von acht Jahren zum Rekordgewinner des EuroCup Women, als man 2013 und 2014 nach dem Titelgewinn von Dynamo Kursk 2012 den Wettbewerb gewann. Diese beiden Teams trugen 2014 auch erstmals ein rein nationales Finale aus, zudem ein Finale zwischen Teams, die ursprünglich der Dynamo-Organisation angehörten.
Die anschließenden beiden EuroCups wurden erneut von französischen Klubs gewonnen, wobei CJM Tango Bourges 2016 in einem rein französischen Finale Titelverteidiger ESB Villeneuve-d’Ascq bezwang. Ein Jahr drauf stellten dann türkische Vereine alle vier Teilnehmer des Halbfinales und die Basketballerinnen von Yakın Doğu Üniversitesi sicherten sich den Titel, der 2018 mit Galatasaray Istanbul erneut an ein Team aus der Türkei ging.
Teams aus offiziell deutschsprachigen Ländern Europas standen nie im Finale dieses Wettbewerbs. Im Jahr 2010 erreichten die Saarlouis Royals das Halbfinale, das gegen Nadeschda Orenburg verlorenging.

## Endspiele

### Modus
Während der EuroCup Women in den ersten drei Jahren seiner Austragung – und in den beiden Jahren nach der Covid-19-Pandemie – mit einem einzelnen Finalspiel entschieden wurde, wurde in den anderen Jahren im Finale jeweils ein Hin- und ein Rückspiel ausgetragen.

### Liste der Endspiele
Chronologische Auflistung aller bisherigen Endspiele:
| Saison  | Gewinnerinnen                                             | Finalistinnen                                             | Ort                                                       | Ergebnis                                                  |
| ------- | --------------------------------------------------------- | --------------------------------------------------------- | --------------------------------------------------------- | --------------------------------------------------------- |
| 2002/03 | Aix-en-Provence BB                                        | Caja Rural Canarias                                       | Russland (Samara)                                         | 80:71                                                     |
| 2003/04 | BK Spartak Sankt Petersburg                               | Szolnoki MÁV SE                                           | Türkei (Istanbul)                                         | 68:64                                                     |
| 2004/05 | Phard Napoli                                              | Fenerbahçe SK                                             | Italien (Neapel)                                          | 53:45                                                     |
| 2005/06 | Spartak Moskau Oblast                                     | Aix-en-Provence BB                                        |                                                           | 80:65 72:66                                               |
| 2006/07 | Dynamo Moskau                                             | CA Faenza                                                 |                                                           | 74:61 76:56                                               |
| 2007/08 | Familia Schio                                             | BK Dynamo Ljuberzy                                        |                                                           | 87:67 78:69                                               |
| 2008/09 | Galatasaray Istanbul                                      | Taranto Cras                                              |                                                           | 55:67 82:61                                               |
| 2009/10 | Athinaikos Vyronas                                        | Nadeshda Orenburg                                         |                                                           | 65:57 53'57                                               |
| 2010/11 | Elitzur Ramla                                             | ASPTT Arras                                               |                                                           | 61:61 61:53                                               |
| 2011/12 | Dynamo Kursk                                              | Kayseri Kaski Spor                                        |                                                           | 55:69 75:52                                               |
| 2012/13 | Dynamo Moskau                                             | Kayseri Kaski Spor                                        |                                                           | 66:61 70:74                                               |
| 2013/14 | Dynamo Moskau                                             | Dynamo Kursk                                              |                                                           | 97:65 61:85                                               |
| 2014/15 | ESB Villeneuve-d’Ascq                                     | Castors Braine                                            |                                                           | 64:68 73:53                                               |
| 2015/16 | CJM Tango Bourges                                         | ESB Villeneuve-d’Ascq                                     |                                                           | 51:40 54:53                                               |
| 2016/17 | Yakın Doğu Üniversitesi                                   | Abdullah Gül Üniversitesi                                 |                                                           | 73:69 63:58                                               |
| 2017/18 | Galatasaray Istanbul                                      | Reyer Venezia                                             |                                                           | 90:68 65:72                                               |
| 2018/19 | Nadeshda Orenburg                                         | Lattes Montpellier                                        |                                                           | 71:75 75:57                                               |
| 2019/20 | Aufgrund der COVID-19-Pandemie abgebrochen und annulliert | Aufgrund der COVID-19-Pandemie abgebrochen und annulliert | Aufgrund der COVID-19-Pandemie abgebrochen und annulliert | Aufgrund der COVID-19-Pandemie abgebrochen und annulliert |
| 2020/21 | Valencia Basket                                           | Reyer Venezia                                             | Ungarn (Szekszárd)                                        | 82:81                                                     |
| 2021/22 | Tango Bourges Basket                                      | Reyer Venezia                                             | Frankreich (Bourges)                                      | 74:38                                                     |
| 2022/23 | LDLC ASVEL Féminin                                        | Galatasaray Istanbul                                      |                                                           | 95:56 85:57                                               |
| 2023/24 | London Lions                                              | Beşiktaş JK                                               |                                                           | 68:75 81:70                                               |
| 2024/25 | ESB Villeneuve-d’Ascq                                     | BAXI Ferrol                                               |                                                           | 78:75 84:70                                               |